# کاولونیا
کاولونیا (به ایتالیایی: Caulonia) یک کومونه در ایتالیا است که در استان رجو کالابریا واقع شده‌است.

## خصوصیات
کاولونیا ۱۰۰٫۷ کیلومترمربع مساحت و ۷٬۴۱۱ نفر جمعیت دارد.